# 黎文業
黎文業（英語：Jackie Lai，1963年4月28日—2009年9月28日），已故香港英文補習老師，活學教育創辦人之一，是補習界名人陳如敏的助教，两人亦为夫妻，育有一女。

## 簡介
黎文業於1975年入讀英華書院，完成中三後赴台灣升學，以教育學士畢業，為註冊英文語音專家。黎早年與妻子陳如敏於香港道教聯合會青松中學任教體育及英文科。1999年兩人離開中學，和一位姓盧的友人開辦活學教育。黎為陳如敏的助教團其中成員，主要在陳的中四及中五課堂上當助教，幫助抄寫筆記及協助本身為中法混血兒的妻子寫中文。當初黎亦有教授初中課程及開辦會考基礎班，但後來助教團不斷增加而主力在中四及中五課程中擔任助教，黎本身亦會開辦英語拼音班。黎文業的上課風格以搞笑為主，但求令學生明白及清楚。據曾報讀陳如敏的補習課程的學生表示，黎的講課生動，而且肯幫助根底較弱的學生，為陳的助教團最受歡迎的導師。
黎文業曾於2000年香港電臺劇集青春@Y2K中飾演籃球教練，及於車淑梅的節目中擔任客席主持。

## 逝世
2009年9月28日，亦為其妻子之生辰。凌晨零時，黎文業獨自駕駛保時捷911跑車沿黃泥涌峽道下山，期間轉彎失事撞向護土牆，被送至律敦治醫院搶救，至3時19分不治死亡。活學教育發表聲明，表示深切哀悼外，更會為黎的學生安排其他導師及協助其妻陳如敏辦理後事，並於10月13日在香港殯儀館舉行追思會，於10月14日出殯。

## 逝世後
黎文業逝世後，他的妻子陳如敏於2016年4月辭去活學教育行政總裁一職，所有教學於同年6月底完成，但暫時仍為主要股東之一。其後，陳如敏淡出活學教育日常營運，以個人品牌發展，着重發掘不同人的潛能，培養正確價值觀。2017年，黎文業與陳如敏所創辦的活學教育全線結業，陳如敏則繼續發展個人品牌，餘下三位英文導師則全部過檔現代教育。

## 資料來源
1. ↑  以宣傳攻勢急速冒起 （页面存档备份，存于），《蘋果日報》，2007-03-12
2. ↑  http://hk.news.yahoo.com/article/090928/4/eg7d.html （页面存档备份，存于） 百變教師 宣傳惹笑
3. ↑  http://www.youtube.com/watch?v=D2u1sPZ291k （页面存档备份，存于） 黎文業 Lai Sir @ 香港電台《青春@Y2K》(2000)
4. ↑  . 星島日報. 2009-09-29  [2015-12-26]. （原始内容存档于2015-12-26） （中文（香港））.